# Лінде Дмитро Павлович
Дмитро́ Па́влович Лі́нде (29 серпня 1919—2008) — радянський вчений у галузі радіопередавальних пристроїв та систем зв'язку, кандидат технічних наук, професор. Почесний радист СРСР.

## Життєпис
Народився у місті Мурманську.
Закінчив 3 курси Московського державного університету. У 1941 році призваний до лав РСЧА й направлений на навчання до Військово-повітряної інженерної академії імені М. Є. Жуковського, яку закінчив у 1944 році. У тому ж році проходив військове стажування у 45-му гвардійському нічному штурмовому авіаційному полку, брав участь у бойових діях на Ленінградському фронті. У 1947 році закінчив ад'юнктуру при ВПІА імені М. Є. Жуковського.
Протягом багатьох років працював старшим викладачем ВПІА імені М. Є. Жуковського з дисципліни «Радіопередавальні пристрої» на кафедрі «Авіаційні передавальні та приймальні пристрої». Поєднував викладацьку діяльність з науковою роботою, був одним з ініціаторів досліджень у галузі створення радіопередавальних пристроїв РЛС, що формують когерентні зондувальні сигнали.
Після виходу в запас у 1974 році у званні полковника, продовжував педагогічну діяльність на кафедрі «Електронні та квантові прилади» факультету автоматики, телемеханіки та електроніки у Московському інституті зв'язку.

## Нагороди
Нагороджений орденами Вітчизняної війни 2-го ступеня (11.03.1985), Червоної Зірки і медалями.
Почесний радист СРСР.